# Бадмаев, Цырен-Базар Бадмаевич
Цырен-Базар Бадмаевич Бадмаев (бур.  Бадмын Сэрэн-Базар; 1928―1982) ― советский бурятский поэт, драматург, переводчик, член Союза писателей СССР. Известен своими произведениями для детей.

## Биография
Родился 1 февраля 1928 года в улусе Цаган-Челутай (на территории современного Могойтуйского района, Агинский Бурятский округ, Забайкальский край). 
Учился в Уронайской средней школе, потом в Агинском педагогическом  училище. Окончил Бурятский государственный педагогический институт имени Доржи Банзарова, после этого учился в Литературном институте имени Максима Горького.
Вернувшись на родину, начал работать в журнале «Байкал», со временем стал заместителем редактора этого журнала. Затем работал главным редактором Бурятского книжного издательства.

### Творчество
Первая книга стихов Бадмаева с поэтическим названием «Үглөөнэй наран» (Утреннее солнце) было опубликовано в 1952 году. 
Внёс значительный вклад в бурятскую детскую литературу. Для детей он написал множество стихов, загадок, скороговорок, песен, считалок и шуток. Его стихи и рассказы были включены в школьные хрестоматии.
Бадмаев написал более 30 книг для детей, которые вышли в свет на бурятском и русском языках в Улан-Удэ, Москве, Чите, Новосибирске: 
- «Даримын бэлэг» (Подарок Даримы) (1959)
- «У козлёнка выросли рога» ( М., 1961)
- «День рождения» (Иркутск, 1959)
- «Эхир хүбүүд» (Близнецы) (1962)
- «Батыр» (Свердловск, 1964)
- «Маленький табунщик» (М., 1964)
- «Хонин маарадаг гү, мөөрэдэг гү?» (Мычит или блеет овца) (1964)
- «Мэндэ амар» (Здравствуй) (1966)
- «Хотошо» (Новосибирск, 1971)
- «Большой хуралдан» (М., 1972)
- «Жаахан хонишон» (Маленький чабан) (1972)
- «Проказы Далая» (Иркутск, 1973)
- «Готовое седло» (М., 1974)
- «Ямар юумэндэ дашуурха хаб?» (Увлечение) (1974)
- «Потешные ягнята» (М., 1978)
- «Маладай» (1981) и др.

Повесть Бадмаева «Тархай — улаан малгай» (Тархай — красная шапка) была поставлена на сцене Бурятского театра кукол «Улигер». Этот спектакль получил диплом Министерства культуры РСФСР. 
Активно занимался переводами. Для Бурятского государственного академического театра драмы имени Хоца Намсараева он перевел на бурятский язык пьесы «Любовь Яровая» Константина Тренёва, «Разбойники» Шиллера, «Макбет» Шекспира. 
Им были написаны сценария для документальных фильмов «Мы живём за Байкалом», «Поёт Лхасаран Линховоин».
Умер 9 июля 1982 года.